# Oncholaimus curvicauda
Oncholaimus curvicauda är en rundmaskart som beskrevs av Allgen 1957. Oncholaimus curvicauda ingår i släktet Oncholaimus och familjen Oncholaimidae. Inga underarter finns listade i Catalogue of Life.